# Samuel Johnston
Samuel Johnston, född 15 december 1733 i Dundee, Skottland, död 17 augusti 1816 i Chowan County, North Carolina, var en amerikansk politiker. Han var ledamot av kontinentala kongressen, guvernör i North Carolina och en av de första ledamöterna av USA:s senat.
Han kom 1736 till Onslow County, North Carolina, från Skottland. Han var en plantageägare och advokat i Edenton, Chowan County. Han representerade North Carolina i kontinentala kongressen 1780 och 1781.
Johnston var guvernör 1787-1789. Han var ordförande på 1788 års konvent där man röstade om huruvida North Carolina skulle godta USA:s konstitution. Konventet röstade nej trots Johnstons starka stöd för konstitutionen. Konstitutionen godkändes i ett nytt konvent året därpå, där guvernör Johnston igen var ordförande.
Tillsammans med Benjamin Hawkins var han en av de två första senatorerna från North Carolina. Han var ledamot av USA:s senat i den första och i den andra kongressen 1789-1793.